# Elmo (Texas)
Elmo è un census-designated place degli Stati Uniti d'America situato nella contea di Kaufman dello Stato del Texas.
La popolazione era di 768 persone al censimento del 2010. Si trova circa 13 km a nord est di Kaufman.